# Norfolk Southern Railway (1942-1982)
Pour les articles homonymes, voir Norfolk.
Ne doit pas être confondu avec Norfolk Southern.
Le Norfolk Southern Railway (1942-1982) (sigle de l'AAR: NS) fut le dernier nom d'un chemin de fer américain de classe I qui circulait entre Norfolk et Charlotte. Il fut racheté par le Southern Railway (SOU) en 1974. Ce nom fut ensuite réutilisé pour la nouvelle compagnie issue de la fusion du Norfolk and Western Railway et du Southern Railway en 1982.

## Les origines
Le Elisabeth City & Norfolk Railroad fut constitué le 20 janvier 1870, et sa ligne fut ouverte en 1881, permettant de relier Berkeley, Virginie, à Elisabeth City et Edenton, Caroline du Nord. Le 1er février 1883, son nom fut transformé en Norfolk Southern Railroad, reflétant les ambitions de la compagnie de construire plus loin. Il fut placé sous administrateur judiciaire pour la première fois en 1889. Il fut racheté le 29 avril 1891, et réorganisé en mai sous le nom de Norfolk & Southern Railroad. À cette époque, il avait acquis des droits de passage sur le Norfolk and Western Railroad afin de traverser l'Elisabeth River pour arriver dans Norfolk. La réorganisation permit l'acquisition de l'Albemarle & Pantego Railroad auprès de la John L. Roper Lumber Company; cela permit d'étendre la ligne sur l'autre rive de l'Albemarle Sound, entre Mackeys et Belhaven sur les rives du Pungo River, un affluent du Pamlico River.
Le 1er novembre 1899, le Norfolk & Southern racheta le Norfolk, Virginia Beach & Southern Railroad, permettant de relier Norfolk à Virginia Beach sur la côte Atlantique. En 1902, une nouvelle ligne longeant le front de mer, relia Virginia Beach à Cape Henry ; mais en 1904, le N&S racheta son concurrent la Chesapeake Transit Company, laquelle avait déjà une ligne entre Norfolk, Lynnhaven Inlet, Cape Henry, et Virginia Beach. Le N&S abandonna sa ligne redondante entre Virginia Beach et Cape Henry. Le service voyageur entre Norfolk et le front de mer, permit le développement de la ville de Virginia Beach à la fin du XIXe et début du XXe siècle. Puis cette ligne fut éclipsée en 1922, avec la construction de la route payante Virginia Beach Boulevard entre Norfolk et la côte Atlantique.
Également en 1902, le N&S fit l'acquisition du Washington & Plymouth Railroad vendu par la Roanoke Railroad & Lumber Company, et qui reliait Plymouth à Washington au sud ; cette ligne construite en 1889 par une compagnie forestière, avait un écartement étroit de 914 mm, mais devant l'utilisation de la ligne, la voie fut mise à l'écartement standard en 1904. Cette même année, le N&S construisit une ligne entre Mackeys et Plymouth, et débuta l'exploitation d'un car ferry sur l'Albemarle Sound entre Mackeys et Edentown, avant qu'il ne fût remplacé par un pont à chevalet en 1910.
Le Raleigh & Eastern North Carolina Railroad fut créé en 1903, puis renommé Raleigh & Pamlico Sound Railroad en 1905. En 1906, il construisit une ligne entre Washington (à partir de la fin de la ligne du Norfolk & Southern Railroad) et Bridgeton au sud, ainsi qu'une autre ligne totalement séparée entre Raleigh et Zebulon à l'est.

## Le développement entre consolidations et réorganisations
Le 24 novembre 1906, le Norfolk & Southern Railway fut formé à la suite de la consolidation du Norfolk & Southern Railroad avec les compagnies suivantes :
- Le Raleigh & Pamlico Sound Railroad.
- Le Virginia & Carolina Coast Railroad (initialement appelé Suffolk & Carolina Railway jusqu'en 1906): la ligne construite entre 1885 et 1902, permettait de relier Suffolk à Edenton, Caroline du Nord ; de cet axe partait un embranchement au niveau de Beckford Junction en direction d'Elisabeth City, Caroline du Nord.
- Le Pamlico Oriental & Western Railway : la ligne construite en 1906 en Caroline du Nord, permettait de relier New Bern à Bayboro à l'est grâce à un pont au-dessus de la Neuse River.
- L'Atlantic & North Carolina Railroad : la ligne construite en 1858, reliait Goldsboro à Morehead City au sud-est sur l'Onslow Bay, via une intersection à New Bern. La ligne fut louée le 1er septembre 1904.
- Le Beaufort & Western Railroad : la ligne construite en 1905, reliait Morehead City à Beaufort à l'est.

La compagnie fut à nouveau placée sous administrateur judiciaire en 1908, puis réorganisée en Norfolk Southern Railroad en 1910. Cette même année, il construisit un grand embranchement entre Chocowinity et la section isolée de Raleigh à Zebulon; cette embranchement allait devenir la ligne principale entre Norfolk et Charlotte via Raleigh, tandis que l'ancienne ligne passant par New Bern deviendrait un axe secondaire. Toujours au cours de 1910, plusieurs petites lignes furent ouvertes : de Bayboro à Oriental au sud ; de Pinetown à Bishops Cross sur la ligne de Belhaven ; de Mackeys à Columbia à l'est ; et de Mackeys à Edenton au nord grâce à un pont à chevalet sur l'Albemarle Sound.
L'Egypt Railroad, créé le 14 juin 1890, ouvrit sa ligne le 15 octobre 1891. Il partait de Colon sur la ligne principale du Seaboard Air Line Railroad pour atteindre Cumnock à l'ouest. Le 6 septembre 1893, il fut loué au Raleigh & Western Railway, une autre petite compagnie qui allait de Cumnok à Harpers à l'ouest. La compagnie fut placée sous administrateur judiciaire en 1907, et l'exploitation à l'ouest de Cumnock fut suspendue en 1908. L'Egypt Railroad fut réorganisé le 1er avril 1910 en Sanford & Troy Railroad.
Le Durham & Charlotte Railroad fut créé le 2 mars 1893, dans le but de réunir ces 2 villes. Le 15 juillet 1896, il racheta le Glendon & Gulf Railroad qui circulait entre Gulf (à l'ouest de Cumnok) et Glendon au sud-ouest. Après avoir atteint Robbins en 1899, le Durham & Charlotte prolongea sa ligne vers Star qui fut atteinte en 1902. Il racheta les droits de passage du Raleigh & Western Railway, et reconstruisit la ligne entre Cumnock et Gulf. Il relia ensuite Star à Troy au sud-ouest.
En novembre 1911, le Norfolk Southern Railroad constitua le Raleigh Charlotte & Southern Railway grâce à la consolidation des compagnies suivantes :
- Le Sanford & Troy Railroad
- Le Durham & Charlotte Railroad
- Le Raleigh & Southport Railway: reliant Raleigh à Fayetteville au sud.
- L'Aberdeen & Asheboro Railroad:  reliant Aberdeen à Asheboro au nord-ouest, avec un embranchement entre Biscoe, Troy et Mount Gilead à l'ouest.

Dès la fin 1912, le Norfolk Southern Railroad fusionna le Raleigh Charlotte & Southern Railway. À cette époque, seul le Raleigh & Southport Railway se connectait aux autres lignes du NS. En 1914, le NS construisit une ligne de Varina (situé sur l'ancienne ligne du Raleigh & Southport) à Colon au sud-ouest, ainsi qu'une autre entre Mount Gilead et Charlotte à l'ouest. Ceci permit de réaliser une ligne continue, utilisant les anciens Sanford & Troy, Durham & Charlotte, et un embranchement du Aberdeen & Asheboro entre Colon et Mount Gilead.
Le 27 mai 1920, le NS loua le Durham & South Carolina Railroad (D&SC), ce qui lui donna accès à Durham. Le D&SC reliait Durham à Bonsal grâce au Seaboard Air Line Railroad, et fut prolongé jusqu'à Duncan grâce au NS.
Un nouveau redressement judiciaire arriva en 1932, et en 1935, il ne put continuer à louer l'Atlantic & North Carolina Railroad, lequel fut alors réorganisé le 16 novembre 1935. Durant cette période, de nombreux embranchements furent abandonnés ou vendus; ainsi le réseau local de Suffolk, Virginie fut vendu au Virginian Railway en 1940. Le 21 janvier 1942, la compagnie fut réorganisée pour la dernière fois en Norfolk Southern Railway.

## L'intégration au Southern Railway
Le 1er janvier 1974, le Southern Railway racheta le Norfolk Southern Railway et le fusionna avec le Carolina & Northwestern Railway, mais conserva le nom de NS pour le nouvel ensemble. En 1982, le nom de Carolina & Northwestern Railway fut ressuscité, pour libérer celui de Norfolk Southern qui serait utilisé pour la fusion du Southern Railway avec le Norfolk and Western Railway. Le nouveau Norfolk Southern Railway fut formé en 1982. 
Le Norfolk Southern possède toujours la ligne principale entre Gulf (près de Cumnock) et Raleigh. La portion reliant Gulf à Charlotte (ainsi qu'un embranchement vers Aberdeen) appartient maintenant au Aberdeen Carolina & Western Railway. Celle reliant Edenton à Norfolk au nord, fait partie du Chesapeake & Albemarle Railroad. Les sections Belhaven-Pinetown et Plymouth-Raleigh sont exploités par le Carolina Coastal Railway. La ligne entre Plymouth et Edenton a été abandonnée, et son fameux pont à chevalet appelé Albemarle Sound Trestle a été démoli à la fin des années 1980.

## Faits divers
De 1917 à 1970, le nom de Chocowinity, Caroline du Nord, jugé trop difficile à utiliser avec le télégraphe, fut temporairement remplacé par celui de Marsden, du nom du financier new yorkais Marsden J. Perry, qui deviendrait ensuite président du Norfolk Southern Railroad.
A Cape Henry, Virginie, sur la base militaire de Fort Story Army Base, l'ancienne gare de voyageur du Norfolk Southern construite en 1902, est utilisée comme centre éducatif. 
Le plus grand chargeur à charbon du NS, d'une capacité de 400 tonnes, se trouve à Star, Caroline du Nord.